# Probarbus jullieni
Probarbus jullieni é uma espécie de peixe actinopterígeo da família Cyprinidae.
Pode ser encontrada nos seguintes países: Camboja, Laos, Malásia, Tailândia e Vietname.